# Kino Lípa (Pardubice)
Kino Lípa je bývalý kinosál o kapacitě cca 350 míst fungující jako kino v Dašické ulici č. p. 169 v Pardubicích v sále znárodněného Bobčíkova hostince, kde bylo kino již již za druhé světové války od 27. 12. 1951 do 15. 12. 1990.. Kino Lípa, které po rekonstrukci 11. 2. 1988 znovu zahájeno promítání, patřilo k nejmenším v Pardubicích. V současnosti existuje jako taneční sál.